# 赵匡 (唐朝)
趙匡（?—?），字伯循，河東（郡治今山西永濟蒲州鎮）人。唐朝經學家。

## 生平
早年師從啖助，治《春秋》學，官至洋州刺史。生卒年不詳，主要活動約在大曆年間（766—779年）。陸淳《春秋集傳纂例》有存其遺說。